# 拉麵二郎

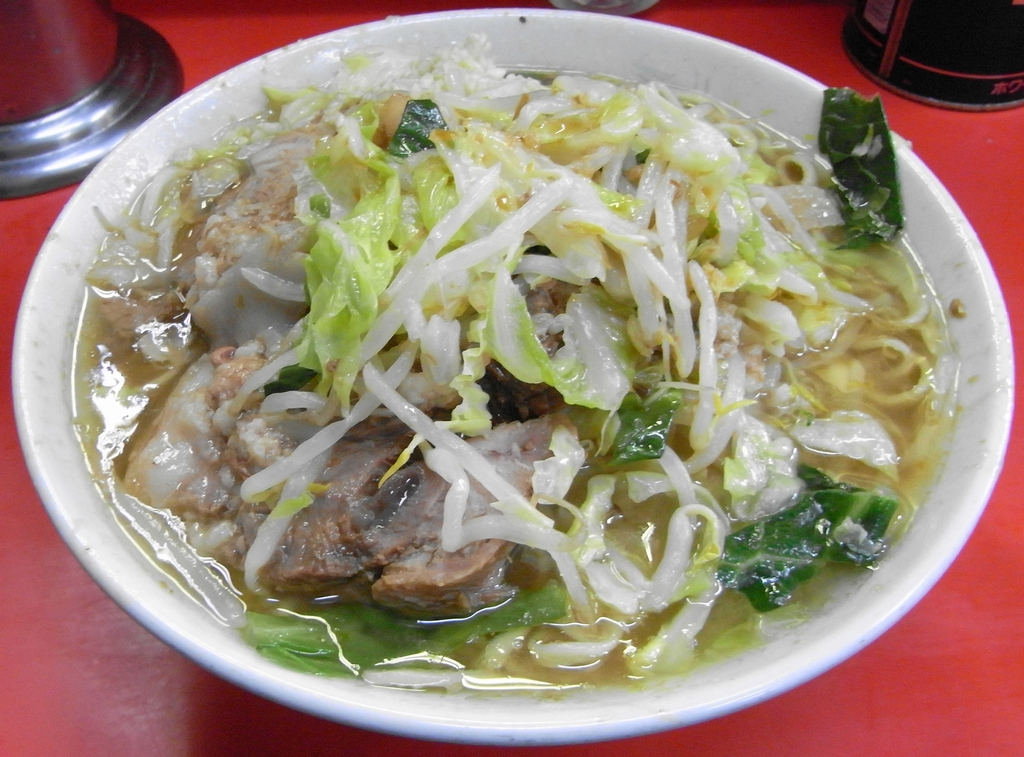
拉面二郎三田本店的菜肴

拉麵二郎（日语：ラーメン二郎），是一家位於日本的連鎖拉麵店，以其份量極大為特色。

## 概述
日本拉面的种类是多种多样的。其中有在加入了味噌的汤料中，添入奶油或玉米当作配料的北海道味噌拉面；熬制猪骨做拉面汤料的九州豚骨拉麵；以酱油为调料的东京酱油拉面等拉面。种类是按照放进汤料的材料或是调料来决定的，我们也能看到“豚骨系”或“酱油系”等的分类。但是拉面二郎，有不属于任何分类的独特形式，这家店不仅菜量很大，而且漂在汤料上的猪肥肉也分量足，叉燒很厚。